# (13225) Manfredi
(13225) Manfredi (1997 QU1) – planetoida z pasa głównego asteroid okrążająca Słońce w ciągu 4,99 lat w średniej odległości 2,92 j.a. Odkryta 29 sierpnia 1997 roku.